# Policarpo di Smirne
Policarpo di Smirne (in greco Πολύκαρπος ὁ Σμυρναῖος?; Smirne, seconda metà del I secolo – Smirne, 156 circa) è stato un vescovo, teologo e santo greco antico.
Fu discepolo di Giovanni apostolo e divenne vescovo di Smirne durante il regno di Traiano. Come teologo, godette di grande autorità e fu uno dei pastori più stimati del tempo. È venerato come santo da molte Chiese cristiane e la sua memoria liturgica è celebrata il 23 febbraio o il 26 gennaio (per i copti l'8 marzo).
Dei suoi numerosi scritti sono pervenute solo una Lettera di Policarpo ai Filippesi, scritta alla comunità di Filippi (tra il 107 e il 140), in cui riferisce del viaggio di Ignazio di Antiochia a Smirne e dalla quale si ricavano numerose informazioni sugli usi e la fede dei primi cristiani. Fu maestro di Ireneo di Lione, fondatore di chiese nelle Gallie e suo biografo. Secondo la tradizione, sarebbe stato lui ad inviare in Gallia Benigno di Digione, Andochio, Andeolo del Vivarais e Tirso (venerati come santi dalla Chiesa cattolica) per evangelizzare il Paese.

## Biografia
Dalla sua celebre passio (comunemente nota come Martirio di Policarpo), redatta sotto forma di lettera circolare inviata alla comunità cristiana di Filomelio (attuale Akşehir), città della Frigia posta tra Licaonia e Antiochia di Pisidia, si deduce che nacque nella seconda metà del I secolo: figlio di genitori cristiani, fu discepolo, con Papia di Ierapoli, di "Giovanni il Presbitero" (per la tradizione Giovanni apostolo), e fu consacrato vescovo della città di Smirne dagli apostoli.
Divenne uno dei più autorevoli e stimati vescovi del suo tempo, tanto che fu scelto come rappresentante della Chiesa d'Asia e inviato a Roma a discutere con papa Aniceto la questione della data di celebrazione della Pasqua: Policarpo e numerosi vescovi d'Asia seguivano l'osservanza quartodecimana, che prevede la celebrazione della Pasqua il 14 Nisan, mentre la chiesa di Roma celebrava la Pasqua di domenica. Secondo la testimonianza di Ireneo di Lione, l'incontro non portò ad un accordo sulla data della Pasqua, tuttavia Policarpo e Aniceto si congedarono fraternamente.
A Roma e a Smirne contrastò la diffusione delle dottrine docetiche di Marcione e Valentino. Secondo Ireneo, che era stato discepolo di Policarpo, Marcione incontrò Policarpo e chiedendogli se lo riconosceva, si sentì rispondere dal vescovo: "Ti riconosco come il primogenito di Satana".
Catturato per ordine del proconsole Stazio Quadrato e rifiutatosi di sacrificare all'imperatore, fu condannato ad essere arso vivo nello stadio della sua città e, visto che miracolosamente le fiamme lo lasciavano illeso, fu ucciso con un colpo di pugnale. La data del martirio non è certa: alcuni studiosi propendono per il 23 febbraio 177, ma sono stati proposti anche 156 e 161-169.

## Fonti
La principale fonte su Policarpo è il suo discepolo Ireneo di Lione (130-202), che lo menziona in Adversus haereses (III 3, 4) e nelle lettere a Florino e a papa Vittore. Le altre fonti sono Girolamo (347-420) in De viris illustribus (cap. 17) ed Eusebio di Cesarea (265 – 340) in Storia ecclesiastica (IV, 15, 1-43). La Vita Polycarpi, che reca come autore un certo Pionio, è un'opera senza valore storico, scritta non prima della metà del IV secolo.

## Opere

### Lettera di Policarpo ai Filippesi
Tra le lettere che Policarpo scrisse alle comunità cristiane delle località vicine, la lettera ai Filippesi è l'unica che si è conservata. Essa inizia con delle esortazioni alle virtù, indicando gli insegnamenti da trasmettere alle donne, alle vergini, ai giovani, unite ai doveri che riguardano i diaconi e i presbiteri. Ai giovani, in particolare, si raccomanda di tenersi lontani "dalle passioni di questo mondo, perché ogni passione fa guerra allo spirito" e "siano sottomessi ai presbiteri e ai diaconi come a Dio e a Cristo". Riguardo ai presbiteri, si raccomanda loro di visitare gli infermi, di occuparsi dell'assistenza alle vedove e agli indigenti oltre che alla riconciliazione dei peccatori, "cercando di ricondurre gli sviati".
La lettera, che ci è giunta parzialmente in greco (fino al capitolo IX, 2) e integralmente in una traduzione latina piuttosto libera, nasce probabilmente dalla fusione di due scritti: il primo (capp. XIII-XIV) è un biglietto di accompagnamento delle lettere di Ignazio raccolte da Policarpo, il secondo è invece un testo esortativo e di avvertimento, nato da alcune difficoltà sorte all'interno della comunità di Filippi (capp. I-XII), scritto in un diverso momento.
Lo scritto ha un'impostazione anti-docetista e conferma numerose affermazioni fondamentali per l'ortodossia allora in fase di formazione. Nella sua lettera Policarpo cita ripetutamente la prima lettera di Pietro e varie lettere di Paolo. Sono presenti inoltre due citazioni della prima lettera di Giovanni e più citazioni dirette dei Vangeli. Secondo alcuni studiosi la teologia di Policarpo aveva comuni basi paoline con quella di Marcione, con la grande differenza che il santo accoglieva tutte le Sacre Scritture e la tradizione apostolica ("[...] come ci fu comandato da Lui e dagli Apostoli, che ci predicarono il Vangelo, e dai profeti che ci preannunciarono la venuta del Signore Nostro", si legge nella Lettera di Policarpo ai Filippesi), mentre Marcione rigettava tutto l'Antico Testamento e tre Vangeli su quattro, accogliendo del Nuovo Testamento solo le parti che non contrastavano con i suoi insegnamenti. 

### Lettera di Ignazio a Policarpo
Esiste inoltre una lettera di Ignazio di Antiochia a Policarpo, il cui contenuto non ha interesse storico. Ignazio cita Policarpo nelle sue lettere agli abitanti di Efeso e Magnesia. Queste lettere sono state raccolte da Policarpo nel 107 quando incontrò Ignazio il quale veniva trasferito a Roma prigioniero.

### Fonti primarie
- San Girolamo, De viris illustribus.
- Ireneo di Lione, Adversus haereses.
- Eusebio di Cesarea, Storia Ecclesiastica.
- Martyrium Polycarpi.

### Fonti secondarie
- Johannes Quasten, Patrologia, Marietti, 1980.
- (FR) Ignace d'Antioche e Polycarpe de Smyrne, Lettres. Martyre de Polycarpe, a cura di P. Th. Camelot, 3ª ed., Éditions du Cerf, 1958.
- (EN) Richard Stuckwisch, Saint Polycarp of Smyrna: Johannine or Pauline Figure? (PDF), su ctsfw.net.